# Motore Billancourt
Motore Billancourt identifica una famiglia di motori a combustione interna prodotta dal 1947 al 1985 dalla casa automobilistica francese Renault e progettata dall'ingegnere Fernand Picard. La versione sportiva si chiama motore Ventoux.

## Caratteristiche e versioni

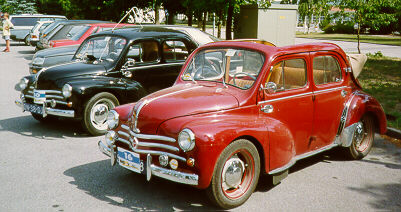
Le Renault 4CV sono l'esempio più illustre di applicazione dei motori Billancourt

Si tratta dei primi motori introdotti subito dopo la fine della Seconda guerra mondiale, anche se i primi progetti ebbero inizio durante il conflitto in assoluta segretezza.

Erano motori caratterizzati da bassi costi di esercizio: vennero quindi utilizzati su modelli Renault di fascia bassa o medio-bassa.
Le caratteristiche comuni a tutti i motori Billancourt erano le seguenti:
- architettura a 4 cilindri in linea;
- monoblocco in ghisa;
- testata in lega di alluminio a due valvole per cilindro;
- distribuzione a un albero a camme laterale;
- valvole in testa;
- albero a gomiti su 3 supporti di banco;
- alimentazione a carburatore Solex (in alcuni casi, però, si utilizzava un carburatore Zenith);
- raffreddamento ad acqua;
- lubrificazione a carter umido.

I motori Billancourt hanno attraversato il periodo di transizione dalla nomenclatura numerica dei motori Renault alla nomenclatura alfanumerica. Non di rado, infatti, li si può trovare indicati con una sigla numerica (type 662, type 680, ecc.), ma anche sotto il nome di Type B (B per Billancourt), e quindi con sigle di tre caratteri che iniziano con la lettera B.
Sono inoltre la famiglia di motori più longeva nella storia della Renault, e sono anche tra le famiglie di motori più longeve in assoluto.
I motori Billancourt sono esistiti in più versioni fondamentali, descritte di seguito.

## Type 662-1
Questa versione, la prima appartenente alla famiglia Billancourt, è caratterizzata da misure di alesaggio e corsa di 55x80 mm, per una cilindrata totale di 760 cm³. A sua volta, tale versione è suddivisa in due varianti, diverse tra loro per le prestazioni:
- la prima variante è caratterizzata da un rapporto di compressione di 6,7:1 ed eroga 17 CV di potenza massima a 3500 giri/min, mentre la coppia massima raggiungeva 47 Nm a 1500 giri/min.
- la seconda variante, con sigla 662-1L, erogava invece 21 CV di potenza massima ed è stata montata sulle Renault 4CV Grand Luxe prodotte nel solo 1950.

## Type 662-2 e Type 680

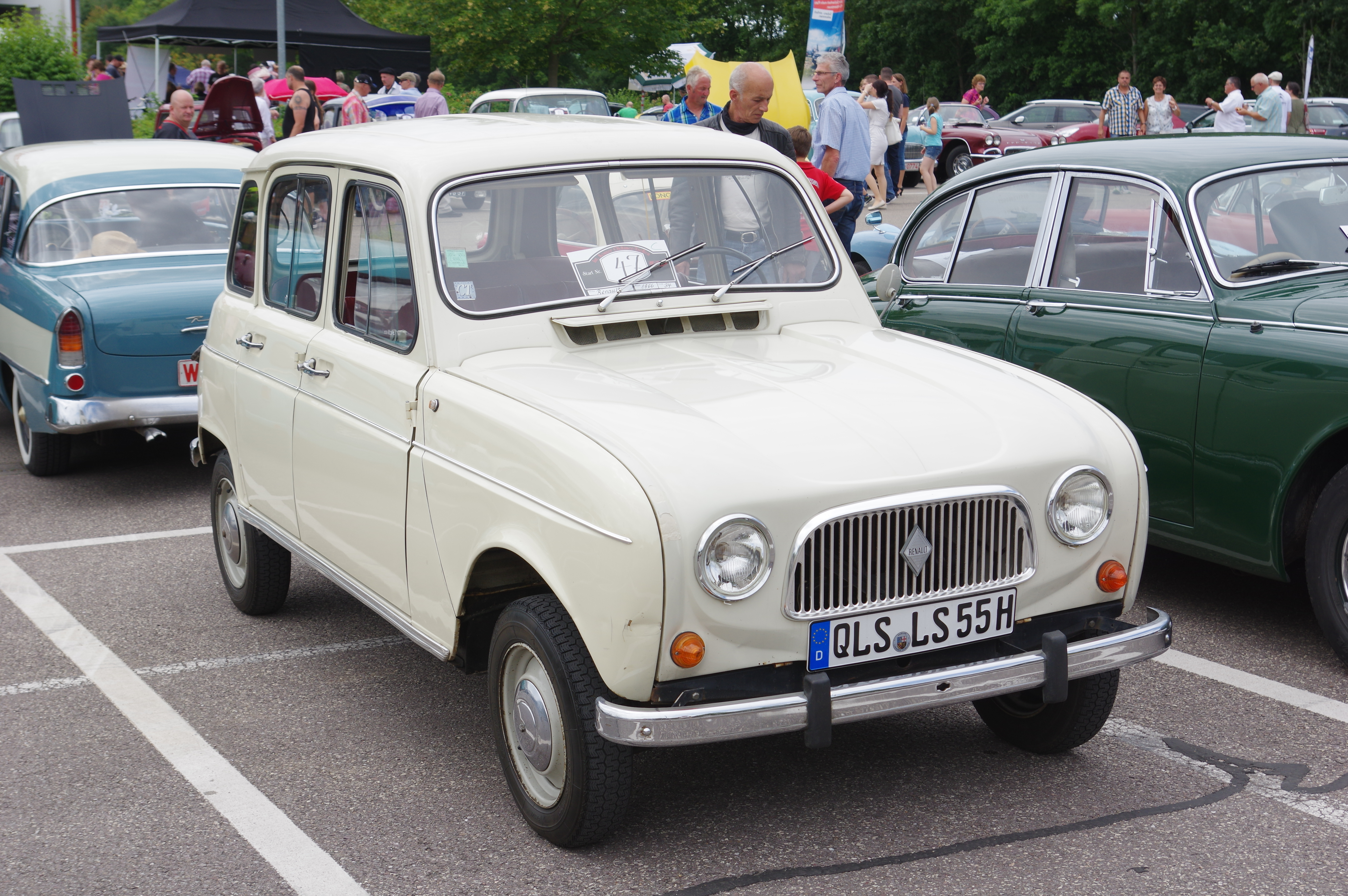
Le prime Renault 4L montavano motori da 747 cc

La versione 662-2 è stata introdotta nell'ottobre del 1950 in sostituzione della precedente versione da 760 cm³. Il fatto di aver esordito alla fine di quell'anno spiega il motivo per il quale spesso su alcune fonti si trova il 1951 come data di debutto. La cilindrata leggermente più bassa è stata ottenuta diminuendo leggermente la misura dell'alesaggio, da 55 a 54,5 mm, mentre la corsa è rimasta invariata. La cilindrata scese così da 760 a 747 cm³. Tale decisione venne presa dai vertici Renault per poter utilizzare lo stesso motore in versioni più spinte anche nelle competizioni, dove però occorreva rimanere sotto i 750 cm³ per poter omologare la vettura nella sua classe di appartenenza. Con il nuovo motore, i livelli di potenza disponibili non erano due, ma ben sei, considerando anche le versioni 680 che hanno esordito dieci anni dopo: i primi due livelli di potenza erano identici a quelli della versione precedente, uno da 17 CV e l'altro da 21, e hanno trovato anch'essi applicazione esclusivamente all'interno della gamma 4CV. Le quattro versioni più potenti erano invece nuove. Di queste ultime, quelle montate a partire dal 1961 sulle Renault 4 erano siglate 680, mentre le altre mantennero la sigla 662. Le potenze della quattro nuove varianti erano comprese tra i 24 e i 35 CV delle versioni più spinte.

## Type 839
Questa versione è stata introdotta nel 1971, in piena epoca R4: la base era la stessa dell'unità 662 da 747 cm³, ma grazie all'aumento dell'alesaggio, da 54,5 a 55,8 mm, la cilindrata crebbe fino a 782 cm³. Sempre invariata la corsa, ancora ferma a 80 mm. Questo motore è stato proposto in due varianti, da 27 e da 36 CV. La meno potente fu montata sotto il cofano della Renault 4 L prodotta tra il 1971 e il 1980, mentre la variante da 36 CV trovò applicazione nella Renault 5 L prodotta dal 1972 al 1976.

## Type 670 e Type 800 (o B1B)

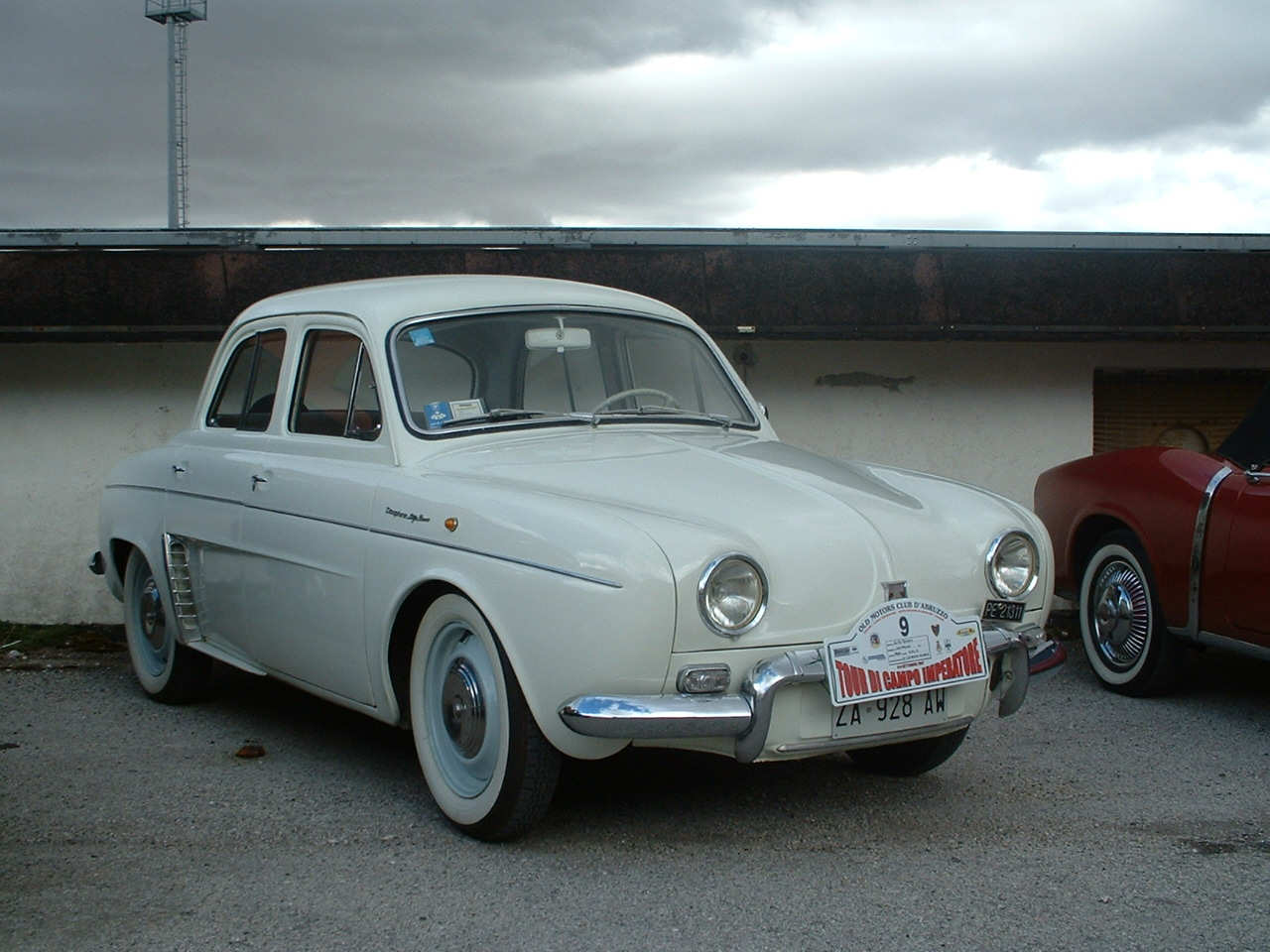
Le Renault Dauphine hanno utilizzato solo motori da 845cc

La versione 670 è stata introdotta nel 1956, in occasione del lancio della Renault Dauphine, uno dei principali modelli equipaggiati con tale motore.
Questo motore è stato ribattezzato Type 800 sulle Renault 4 prodotte a partire dal 1964 e sulle Renault 6 di base: nel 1970 questo motore subì alcuni aggiornamenti di dettaglio e fu ricodificato con la sigla B1B.

Anche in questo caso, una delle principali differenze tra questo e gli altri motori Ventoux stava nella misura dell'alesaggio, portato a 58 mm. La cilindrata salì così a 845 cm³. Come nel caso della versione da 747 cm³, anche tale versione è stata proposta in più varianti di potenza, fra 26,5 e 38 CV DIN, più le versioni sportive che arrivavano anche a 48 CV DIN (o 55 CV SAE) e che vengono trattate in un paragrafo a parte:
- la prima versione fra quelle "tranquille" erogava una potenza massima di 26,5 CV a 4200 giri/min con una coppia massima di 65,76 Nm a 2000 giri/min, e fu montata sotto il cofano delle prime Renault Dauphine di base, prodotte fra il 1956 e il 1958;
- la seconda versione fu portata invece a 31 CV a 4500 giri, mentre la coppia rimase invariata rispetto alla prima versione. Tale motore venne montato invece nelle Renault Dauphine di base prodotte dal 1958 al 1963 e nella Renault Ondine di base (1960-61);
- la terza versione fu una versione solo leggermente rivista della precedente ed erogava una potenza massima di 32 CV a 4500 giri/min. Fu montata nelle Dauphine Export prodotte dal 1964 al 1967;
- la quarta versione erogava fino a 38 CV di potenza massima e 57 N·m di coppia massima a 2500 giri/min. Ciò è stato reso possibile grazie alla lavorazione della testata, con nuove valvole e sedi delle valvole, nonché a migliorie nel raffreddamento del motore. È stata montata sulla Renault 5L (1977-84).

## Type 690-01
È esistito anche un motore Billancourt in versione ultraeconomica. Tale motore derivava anch'esso da una variazione dell'alesaggio dell'unità da 747 cm³, ridotto a 49 mm, per una cilindrata complessiva di 603 cm³. Con un rapporto di compressione rimasto invariato a 8,5:1, la potenza massima raggiungeva 23 CV SAE (20 CV DIN) a 4800 giri/min, mentre la coppia massima era di 42 N·m. Tale motore è stato montato unicamente sulla Renault 3 (1961-62), versione ultraspartana della Renault 4.

## Motore Ventoux
La versione "sportiva" si chiama motore Ventoux, prende il nome dal cronoscalata Mont Ventoux.

### 747cm³ Ventoux
Tra le applicazioni vanno ricordate anche la piccola sportiva Alpine A106 e la rara Renault 4CV R1063, oggi assai ricercata. Per questi due modelli, il motore fu però sottoposto a interventi molto più sostanziosi, e che hanno interessato tra l'altro le bielle, ora di tipo più performante e realizzate in duralluminio, l'asse a camme anch'esso più spinto, le sedi delle valvole maggiorate per ospitare valvole di maggior diametro e il carburatore, non più monocorpo ma doppio corpo, sempre della Solex. La potenza massima raggiunse in questo caso valori sensibilmente più alti: dai 35 CV previsti per una Renault 4CV R1063 standard (che potevano salire a 40 CV e più per le versioni impiegate nelle gare più impegnative) ai 43 CV del motore impiegato sulla A106 (ma si parla anche di esemplari con motore portato a 50 CV): per quest'ultima applicazione, a volte, al carburatore doppio corpo Solex veniva preferito un doppio corpo Weber.

### Ventoux Gordini
Le versioni 845 cm³ più potenti sono quelle più particolari, in quanto hanno richiesto lavorazioni più profonde da parte dei tecnici Renault, che si sono spesso avvalsi del genio di Amedeo Gordini, il grande preparatore italiano migrato in Francia e che diede lustro all'attività sportiva della Casa francese grazie ai suoi motori derivati dalla grande serie, ma in grado di regalare prestazioni sensibilmente superiori e di far imporre nelle competizioni le vetture che li montavano.
La versione elaborata da Gordini, partendo dal motore originario, ha richiesto una lavorazione della testata, che ha portato ad avere sedi delle valvole inclinate anziché parallele, nuove molle per le valvole, che permettano una maggiore escursione lasciando però intatto l'asse a camme, il miglioramento del raffreddamento della testata e un nuovo carburatore Solex da 32 mm. Ciò, unito all'aumento del rapporto di compressione, da 7,25 a 7,8:1, ha permesso di ottenere una potenza massima di 37 CV SAE a 5000 giri/min, con una coppia massima di 62,8 Nm a 3500 giri/min. Tale motore ha esordito nell'autunno del 1957, ma già nel 1959 ha subito un'ulteriore rivisitazione passando a 40 CV SAE di potenza massima, mentre nel 1960 e nel 1965, nuovi aggiornamenti hanno permesso di migliorare l'erogazione della coppia motrice.
Dal motore appena descritto, è stata poi derivata una versione sensibilmente più spinta, ottenuta utilizzando un asse a camme più performante, valvole a doppia molla, un carburatore doppio corpo Solex da 32 mm e innalzando il rapporto di compressione a 9,2:1. In questo modo si sono ottenuti ben 55 CV SAE (49 CV DIN) di potenza massima.

### Ventoux 1093
Renault sollecita Amedeo Gordini per ottenere una versione ad alte prestazioni della Renault Dauphine. Il modello "1093" (tipo R1093) è uno sport derivato dalla Dauphine, apparso alla fine del 1961.
Le motore 845 cm³ riceve pistoni a testa bombata (con rapporto di compressione aumentato a 9,2), un carburatore a doppio corpo invertito Solex 32-ACAP 3, un albero a camme speciale, valvole a doppia molla e nuovi collettori di marca Autobleu per aspirazione e scarico. I pignoni della distribuzione sono rinforzati come pure la frizione. Con una potenza di 55 CV SAE (49 CV), la macchina poteva raggiungere i 140 km/h.
La 4ª velocità viene modificata nella rapportatura della Dauphine Gordini. Il sistema di frenatura, che è quello originale a tamburi, viene migliorato con l'aggiunta di alette di raffreddamento sulla superficie esterna del tamburo. La sospensione è quella della Dauphine adatta anche a strade dissestate, ma con molle a escursione più corta e senza abbassare l'altezza da terra. La Dauphine 1093 fu l'unica a essere stata venduta in Francia con impianto elettrico a 12 volt similmente alle versioni per esportazione, a differenza dei 6 volt dell'impianto di origine.
Esteriormente, la 1093 differisce dalla Dauphine normale con i suoi proiettori di grande diametro (180 mm) presi in prestito dalla versione USA, per la sua livrea bianca "Rejane" decorata con due sottili strisce blu incollate lungo l'asse longitudinale del veicolo e il suo monogramma "1093" posto sul posteriore destro e sul parafango anteriore destro.
All'interno, un contagiri aggiuntivo si affianca alla sinistra del tachimetro graduato specificatamente fino a 180 km/h.
Nonostante il suo carattere già piuttosto sportivo, la 1093 "di serie" non poteva risultare competitiva senza essere ulteriormente preparata. La preparazione fu limitata all'equilibratura dell'equipaggio mobile e lucidatura degli elementi meccanici secondo la normativa sportiva vigente nel 1960 che vietava tutti gli aumenti di cilindrata e le sostituzioni di parti.
Solo 2140 vetture (più 8 di pre-serie) sono state prodotte in due lotti. Le prime 1650 unità per i fini della omologazione in gara (minimo 1500 esemplari) e un secondo gruppo di 490 unità (con freni anteriori a disco e colori grigio e bianco "Valois") per soddisfare i clienti.
La 1093 è la più ricercata fra tutta produzione Dauphine. Oggi si stima che circa un centinaio di 1093 siano sopravvissute la metà delle quali sono in condizioni di funzionamento.
Nel 1962, la Dauphine 1093 si illustrò nel Rallye Tour de Corse. Tuttavia, il suo ritardo di lancio e le modifiche troppo modeste non ne hanno consentito una lunga carriera sportiva. La 1093 rimane una vettura accattivante e di transizione tra le elaborazioni artigianali su base 4CV (tipo 1063) e la successiva R8 Gordini che rivoluzionerà il panorama francese delle vetture sportive "turismo di serie".

## Tabella riepilogativa
Di seguito vengono riepilogate le caratteristiche delle diverse varianti della famiglia di motori Billancourt:
| Variante     | Alesaggio e corsa (mm) | Cilindrata (cm³) | Alimentazione                  | Rapporto di compressione | Potenza CV/rpm | Coppia Nm/rpm | Applicazioni                                         | Anni di produzione |
| ------------ | ---------------------- | ---------------- | ------------------------------ | ------------------------ | -------------- | ------------- | ---------------------------------------------------- | ------------------ |
| 662-1        | 55x80                  | 760              | Carburatore monocorpo Solex    | 6,75                     | 17/3500        | 46/1500       | Renault 4CV base, Luxe e Commerciale                 | 1946-51            |
| 662-1L       | 55x80                  | 760              | Carburatore monocorpo Solex    | 7,25                     | 21/4200        | 47/2100       | Renault 4CV Grand Luxe                               | 1950               |
| 662-2        | 54,5x80                | 747              | Carburatore monocorpo Solex    | 6,75                     | 18/4000        | 46/1600       | Renault 4CV normale, Luxe, Decapotable e Commerciale | 1950-52            |
| 662-2        | 54,5x80                | 747              | Carburatore monocorpo Solex    | 6,75                     | 18/4000        | 46/1600       | Renault 4CV Affaire                                  | 1952-61            |
| 662-2        | 54,5x80                | 747              | Carburatore monocorpo Solex    | 6,75                     | 18/4000        | 46/1600       | Renault 4CV Service                                  | 1953-54            |
| 662-2L       | 54,5x80                | 747              | Carburatore monocorpo Solex    | 7,25                     | 21/4200        | 47/2100       | Renault 4CV Grand Luxe                               | 1950-60            |
| 662-2L       | 54,5x80                | 747              | Carburatore monocorpo Solex    | 7,25                     | 21/4200        | 47/2100       | Renault 4CV Sport                                    | 1952-58            |
| 662-2L       | 54,5x80                | 747              | Carburatore monocorpo Solex    | 7,25                     | 21/4200        | 47/2100       | Renault 4CV Decapotable                              | 1952-57            |
| 680-01       | 54,5x80                | 747              | Carburatore monocorpo Solex    | 8,5                      | 24/4500        | 48/2500       | Renault 4                                            | 1961-67            |
| 680-01       | 54,5x80                | 747              | Carburatore monocorpo Solex    | 8,5                      | 24/4500        | 48/2500       | Renault 4L                                           | 1961-63            |
| 680-01       | 54,5x80                | 747              | Carburatore monocorpo Solex    | 8,5                      | 24/4500        | 48/2500       | Renault 4 Fourgonnette                               | 1961-67            |
| 662-2        | 54,5x80                | 747              | Carburatore monocorpo Solex    | 7,7                      | 26             | -             | Renault 4CV Sport                                    | 1958-60            |
| 662-2        | 54,5x80                | 747              | Carburatore doppio corpo Solex | 8,4                      | 35/5500        | -             | Renault 4CV R1063                                    | 1952-54            |
| 662-2        | 54,5x80                | 747              | Carburatore doppio corpo Solex | 9                        | 43/6200        | -             | Alpine A106                                          | 1955-63            |
| 839          | 55,8x80                | 782              | carburatore monocorpo Solex    | 8,5                      | 27/4700        | 51/2500       | Renault 4L                                           | 1971-78            |
| 839          | 55,8x80                | 782              | carburatore monocorpo Solex    | 8,5                      | 27/4700        | 51/2500       | Renault 4TL                                          | 1975-80            |
| 839          | 55,8x80                | 782              | carburatore monocorpo Solex    | 8,5                      | 27/4700        | 51/2500       | Renault 4 Fourgonnette                               | 1967-75            |
| 839          | 55,8x80                | 782              | carburatore monocorpo Solex    | 8,5                      | 36/5200        | 52/3000       | Renault 5L                                           | 1972-76            |
| 670-01       | 58x80                  | 845              | carburatore monocorpo Solex    | 7,25                     | 30/4250        | 66/2000       | Renault Dauphine                                     | 1956-63            |
| 670-01       | 58x80                  | 845              | carburatore monocorpo Solex    | 7,25                     | 30/4250        | 66/2000       | Renault Ondine                                       | 1961-62            |
| 670-01       | 58x80                  | 845              | carburatore monocorpo Solex    | 7,25                     | 30/4250        | 66/2000       | Alfa Romeo Dauphine                                  | 1960-64            |
| 670-03       | 58x80                  | 845              | carburatore monocorpo Solex    | 7,25                     | 32/5000        | -             | Renault Estafette 600/500 R2130-31                   | 1959-62            |
| 670-03       | 58x80                  | 845              | carburatore monocorpo Solex    | 7,25                     | 32/5000        | -             | Renault Ondine                                       | 1961-62            |
| 670-03       | 58x80                  | 845              | carburatore monocorpo Solex    | 7,25                     | 32/5000        | -             | Renault Dauphine                                     | 1963-67            |
| 670-05       | 58x80                  | 845              | carburatore monocorpo Solex    | 7,8                      | 37/5000        | 62,8/3500     | Renault Dauphine Gordini                             | 1957-59            |
| 670-05       | 58x80                  | 845              | carburatore monocorpo Solex    | 7,8                      | 40/5000        | 63/3500       | Renault Dauphine Gordini                             | 1959-63            |
| 670-05       | 58x80                  | 845              | carburatore monocorpo Solex    | 7,8                      | 40/5000        | 63/3500       | Renault Ondine Gordini                               | 1961-62            |
| 670-05       | 58x80                  | 845              | carburatore monocorpo Solex    | 8                        | 40/5000        | 65/3300       | Renault Floride                                      | 1959-62            |
| 670-05       | 58x80                  | 845              | carburatore monocorpo Solex    | 9                        | 40/5000        | 67,7/3300     | Renault Dauphine Gordini                             | 1965-67            |
| Ventoux 1093 | 58x80                  | 845              | Carburatore doppio corpo Solex | 9,2                      | 49/5600        | 66/4700       | Renault Dauphine R1093                               | 1961-63            |
| 800-01       | 58x80                  | 845              | Carburatore monocorpo Zenith   | 8                        | 30/4700        | 68/2300       | Renault 4L                                           | 1964-70            |
| 800-01       | 58x80                  | 845              | Carburatore monocorpo Zenith   | 8                        | 30/4700        | 68/2300       | Renault 4 Export                                     | 1964-71            |
| B1B          | 58x80                  | 845              | Carburatore monocorpo Zenith   | 8                        | 34/5000        | 58/2500       | Renault 4L/TL                                        | 1970-83            |
| B1B          | 58x80                  | 845              | Carburatore monocorpo Zenith   | 8                        | 34/5000        | 58/2500       | Renault 6 L                                          | 1968-78            |
| B1B          | 58x80                  | 845              | Carburatore monocorpo Zenith   | 8                        | 37/5500        | 57/2500       | Renault 5L                                           | 1977-84            |
| 690-01       | 49x80                  | 603              | Carburatore monocorpo          | 8,5                      | 23/4800        | 42            | Renault 3                                            | 1961-62            |